# Mykulynezkyj-Friedhof

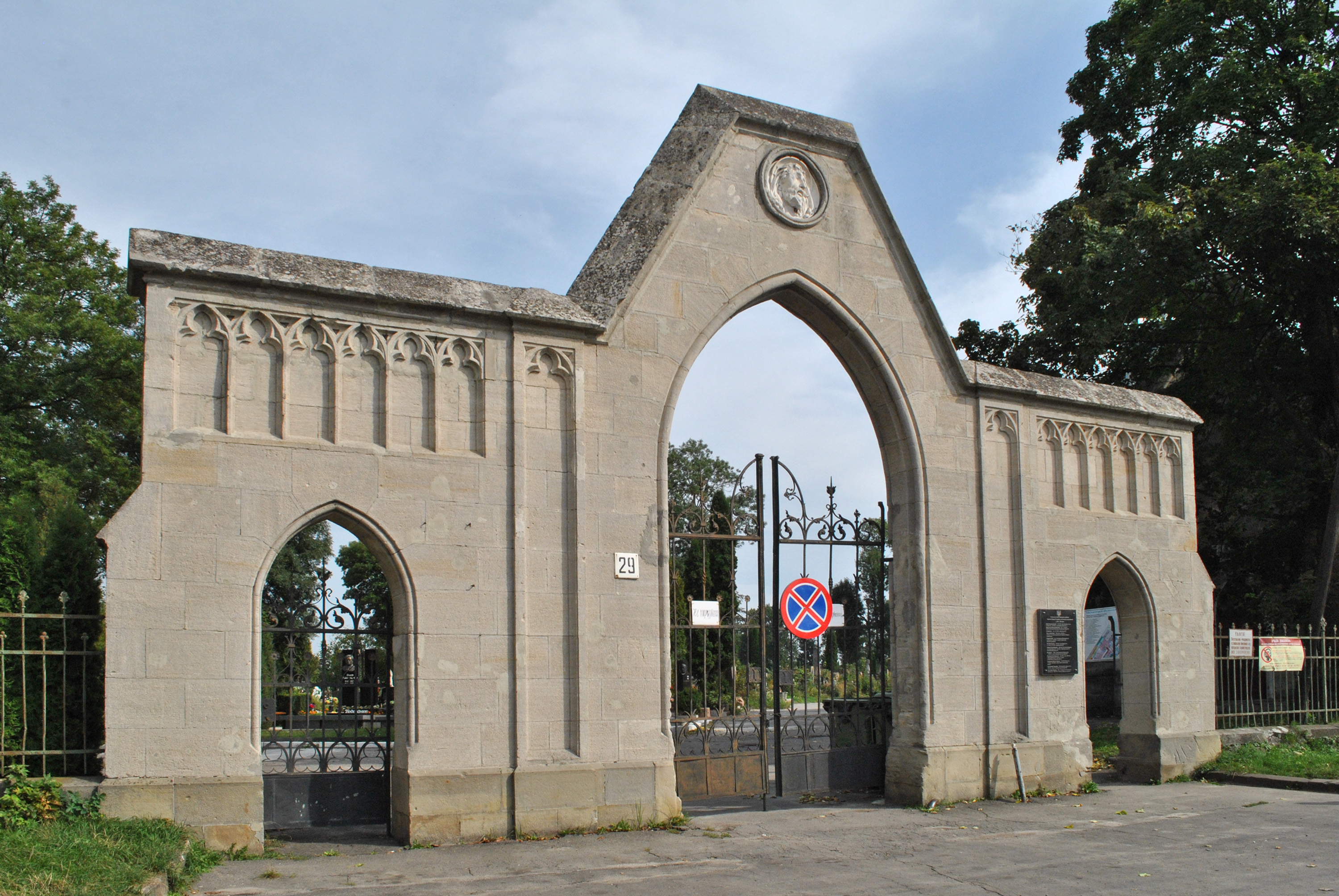
Haupttor des Friedhofs

Der Mykulynezkyj-Friedhof (ukrainisch Микулинецький цвинтар) ist ein Begräbnisort in Ternopil in der Ukraine. Der sich oberhalb des Ortes im südlichen Teil der Stadt befindende Friedhof leitet seinen Namen von der Mykulynzi-Straße ab, die ihrerseits zu der namensgebenden Ortschaft führt. Der Friedhof wurde 1840 angelegt. Auf dem Friedhof gibt es viele kunstvolle Grabsteine aus der zweiten Hälfte des 19. Jahrhunderts.
Auf dem historisch wichtigsten Friedhof der Stadt sind zahlreiche berühmte Persönlichkeiten begraben. Hier befinden sich Gräber der USS (УСС) und UGA (УГА)-Soldaten, ein Massengrab für die Opfer des totalitären Regimes der Sowjetunion, ein Soldatenfriedhof, eine Gedenkstätte für die Gefallenen der Anti-Terror-Operation (АТО) und eine Gedenkstätte für belgische Soldaten aus der belgischen Panzerdivision, die während des Ersten Weltkriegs in der Region Ternopil kämpfte.

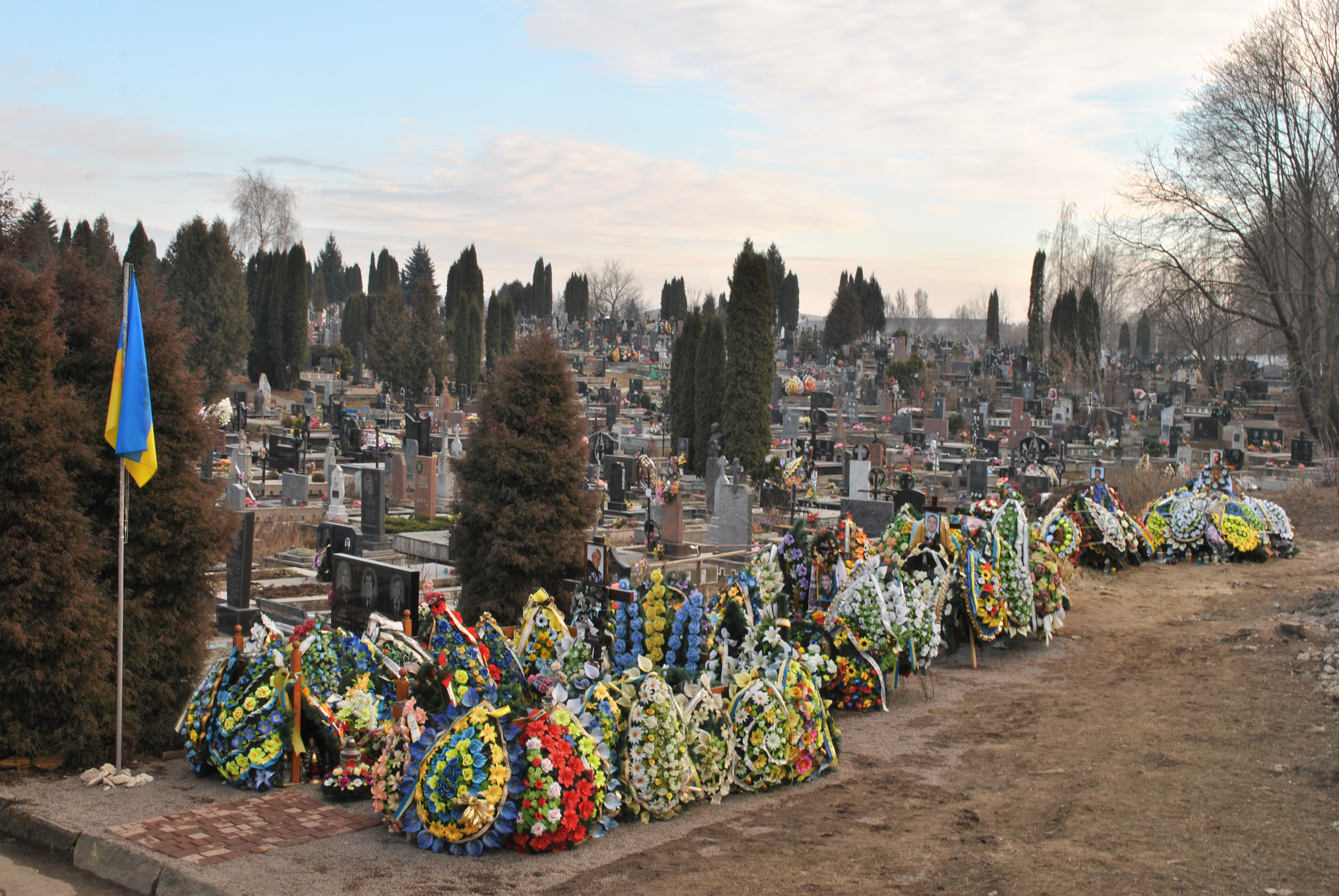
Denkmal für die Gefallenen der ATO (Anti-Terror-Operation)
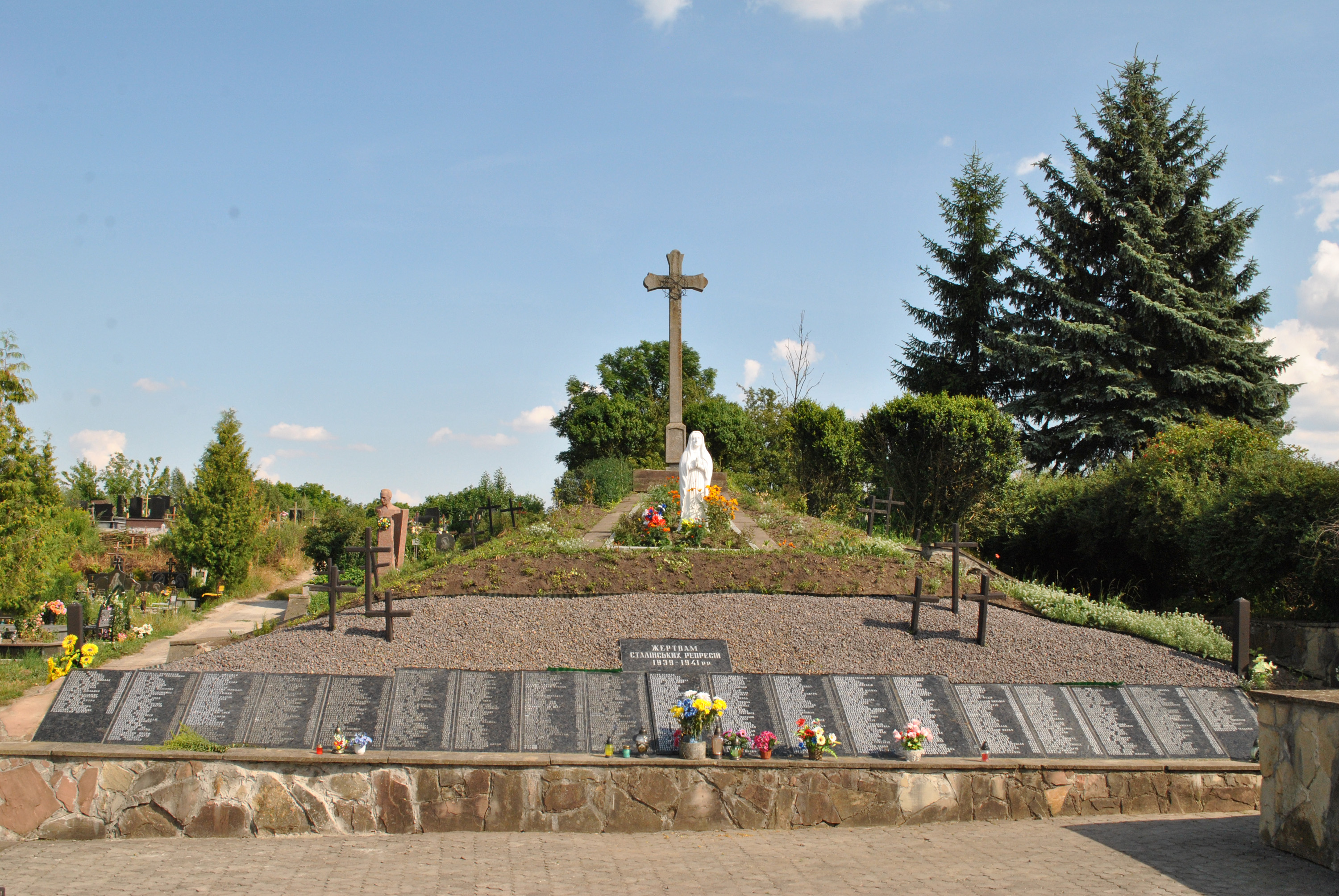
Massengrab für die Opfer des Sowjetregimes (1939–1941)
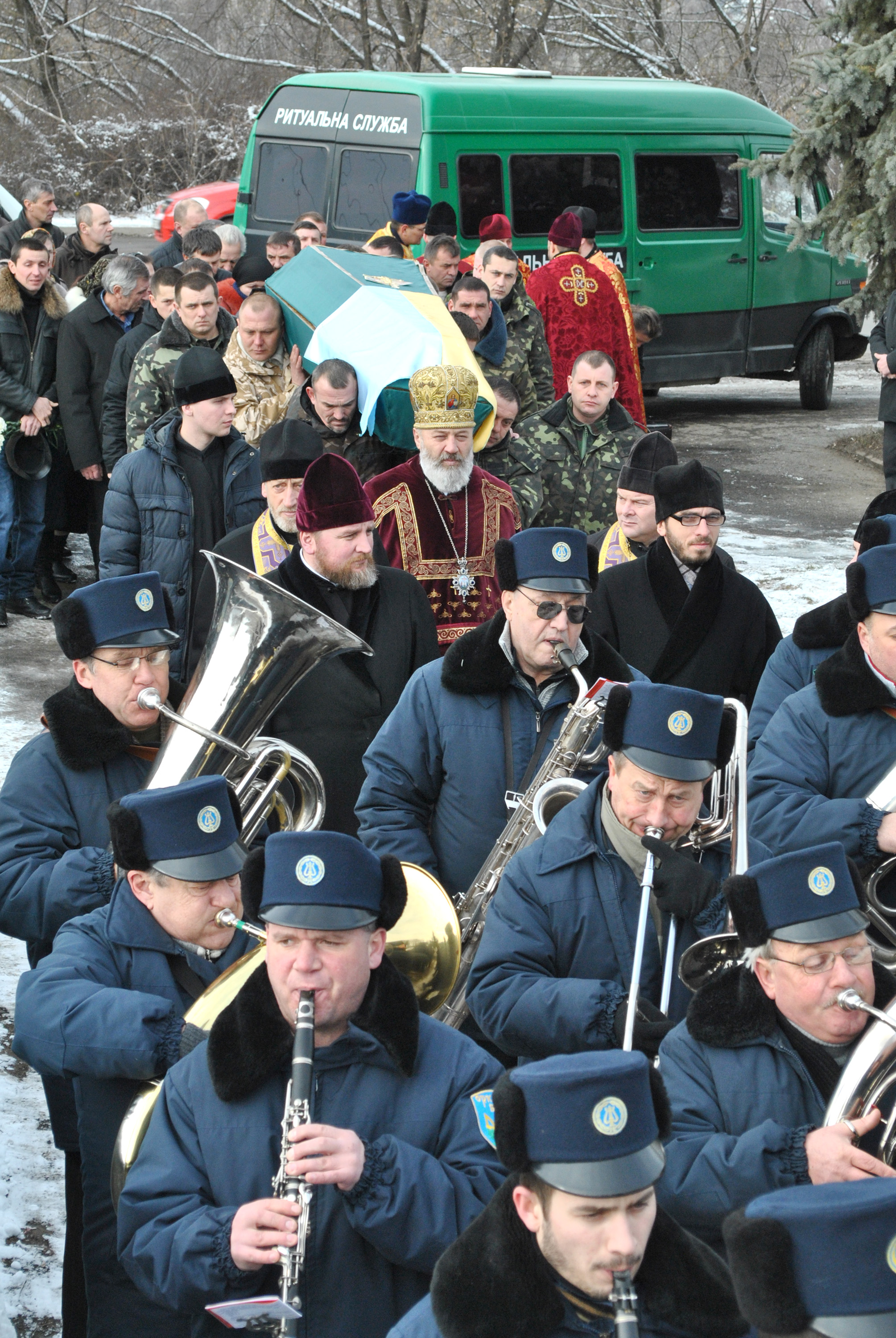
Beerdigung eines Soldaten des 6. BTO der Oblast Ternopil "Sbrutsch" (Februar 2015)